# (6098) Mutojunkyu
(6098) Mutojunkyu – planetoida z pasa głównego asteroid okrążająca Słońce w ciągu 3 lat i 117 dni w średniej odległości 2,23 j.a. Została odkryta 31 października 1991 roku w obserwatorium w Kushiro przez Masanoriego Matsuyamę i Kazurō Watanabe. Nazwa planetoidy pochodzi od Junkyu Muto (ur. 1950), japońskiego rzeźbiarza. Przed nadaniem nazwy planetoida nosiła oznaczenie tymczasowe (6098) 1991 UW3.